# Adventuredome
Adventuredome est un parc d'attractions en intérieur situé dans le complexe hôtel-casino Circus Circus, sur le Strip à Las Vegas, dans le Nevada, aux États-Unis. Le parc a 25 attractions et relié à l'hôtel par la Promenade. Le parc inclut le Canyon Blaster, un golf miniature 18 trous, un mur d'escalade, des spectacles de clowns, une Zone Xtreme et une zone de réalité virtuelle. Chaque mois d'octobre depuis 2003, le parc est décoré pour Halloween et est appelé "Frightdome" (dôme de la peur). Adventuredome a ouvert en 1993 dans le parking ouest de l'hôtel.

## Attractions

### Montagnes russes
| Nom de l'attraction | Type                     | Constructeur   | Année d'ouverture |
| ------------------- | ------------------------ | -------------- | ----------------- |
| Canyon Blaster      | Montagnes russes assises | Arrow Dynamics | 1993              |
| El Loco             | Montagnes russes assises | S&S Worldwide  | 2014              |

### Autres attractions

#### Attractions majeures
- Rim Runner - Shoot the Chute, 1993 (Arrow Dynamics)
- SpongeBob SquarePants 4-D - Cinéma 4D, 2005
- Slingshot - Tour de chute (Chance Morgan), 2004
- Chaos - (Chance Morgan) , 2001
- Inverter - (Chance Rides), 1999
- Lazer Blast - Bataille laser
- Disk'O, un Disk'O de Zamperla, 2009

#### Attractions familiales
- B.C. Bus - Crazy Bus (Zamperla)
- Circus Carrousel - Carrousel (Chance Rides), 1999. Décoré avec les animaux du cirque
- Drifters - Grande roue de montgolfières (Zamperla)
- Road Runner - Mini-Himalaya (Wisdom Rides)
- Canyon Cars - Autos tamponneuses (Zamperla)
- Sand Pirates - Bateau à bascule (Zamperla)
- NebulaZ - NebulaZ (Zamperla), 2020

#### Attractions pour enfants
- Frog Hopper - Tour de chute pour enfant (S&S Worldwide), 2002
- Thunderbirds - Carrousel (Zamperla)

## Galerie

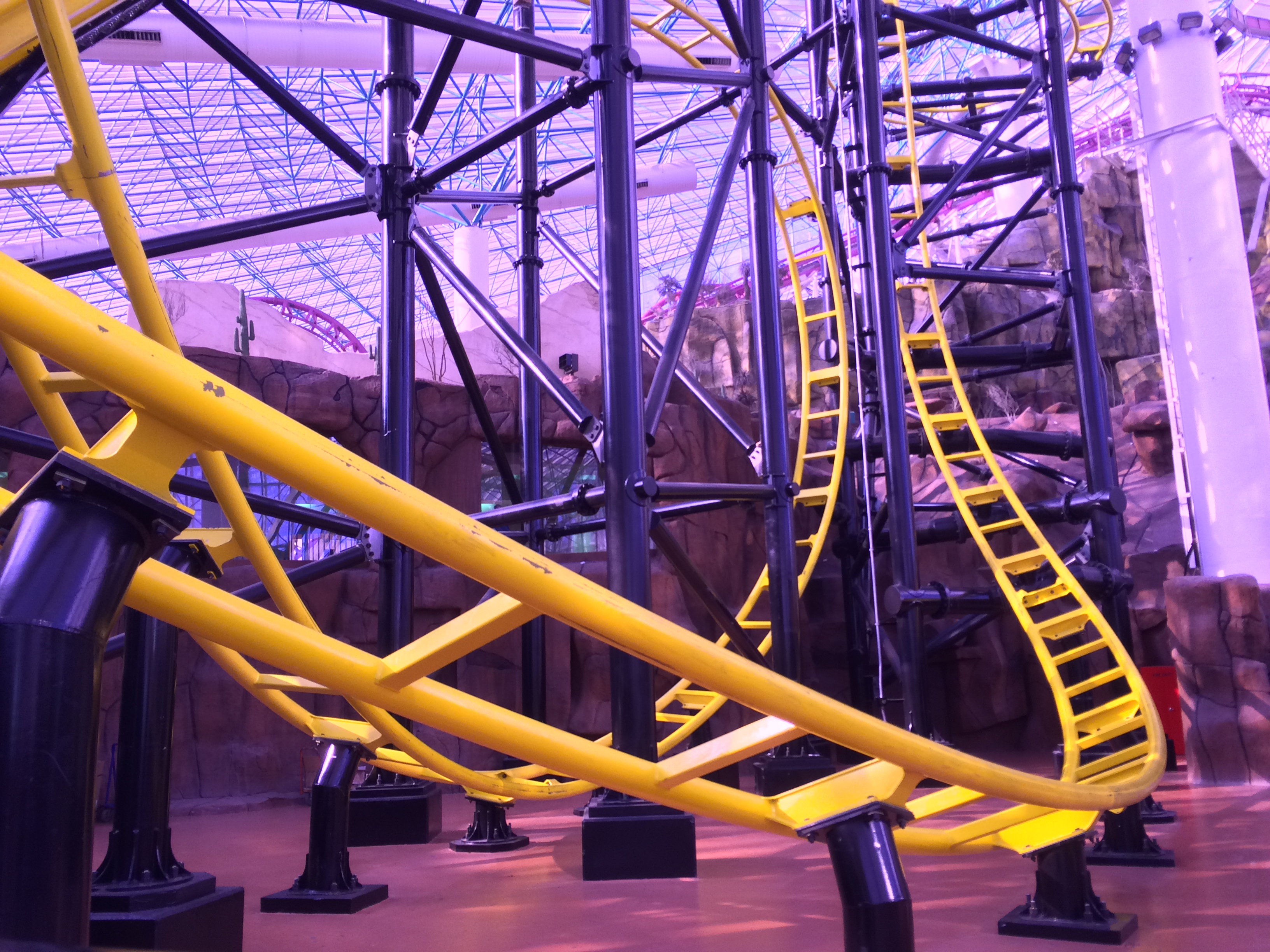
El Loco
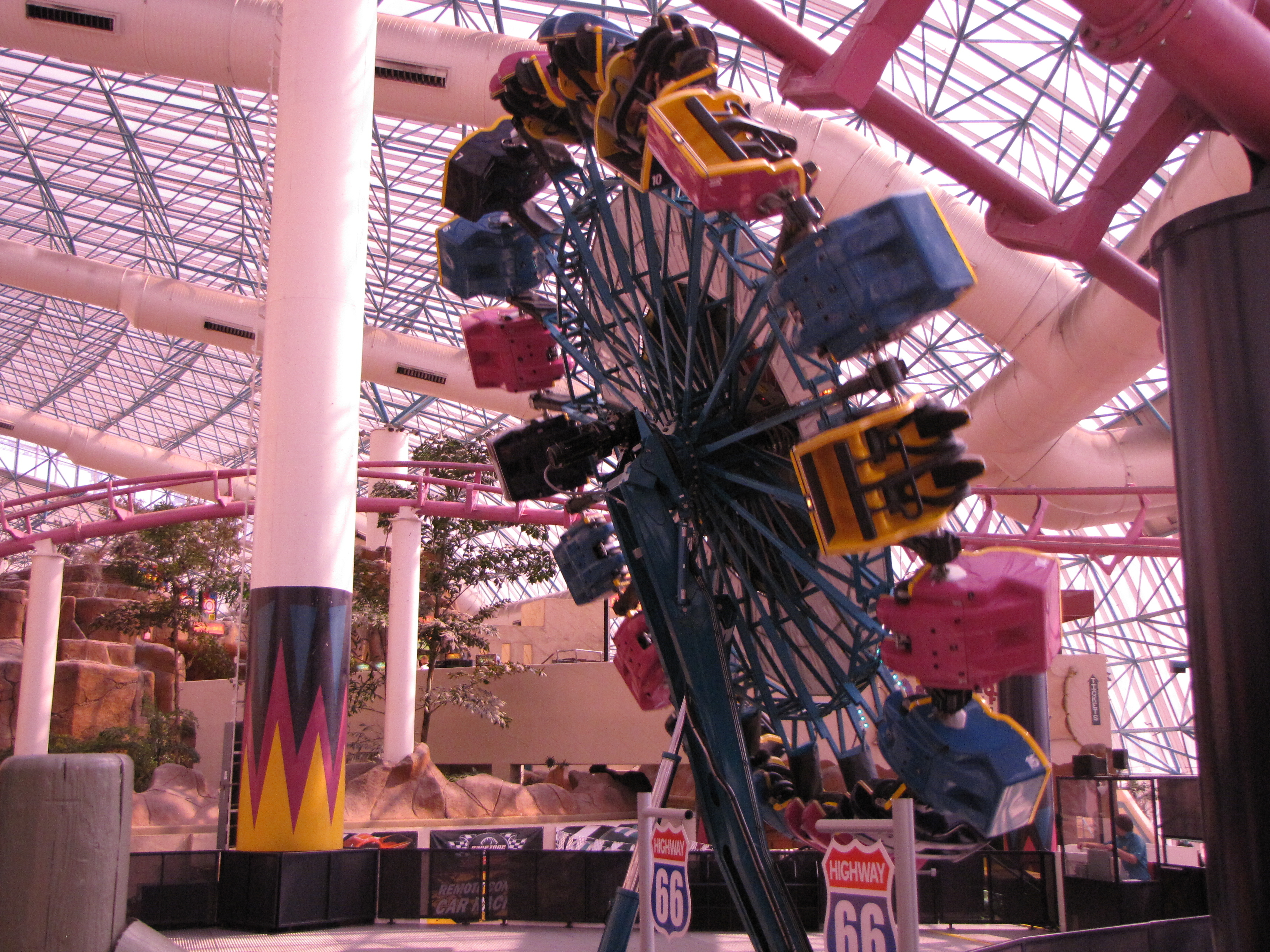
Chaos.
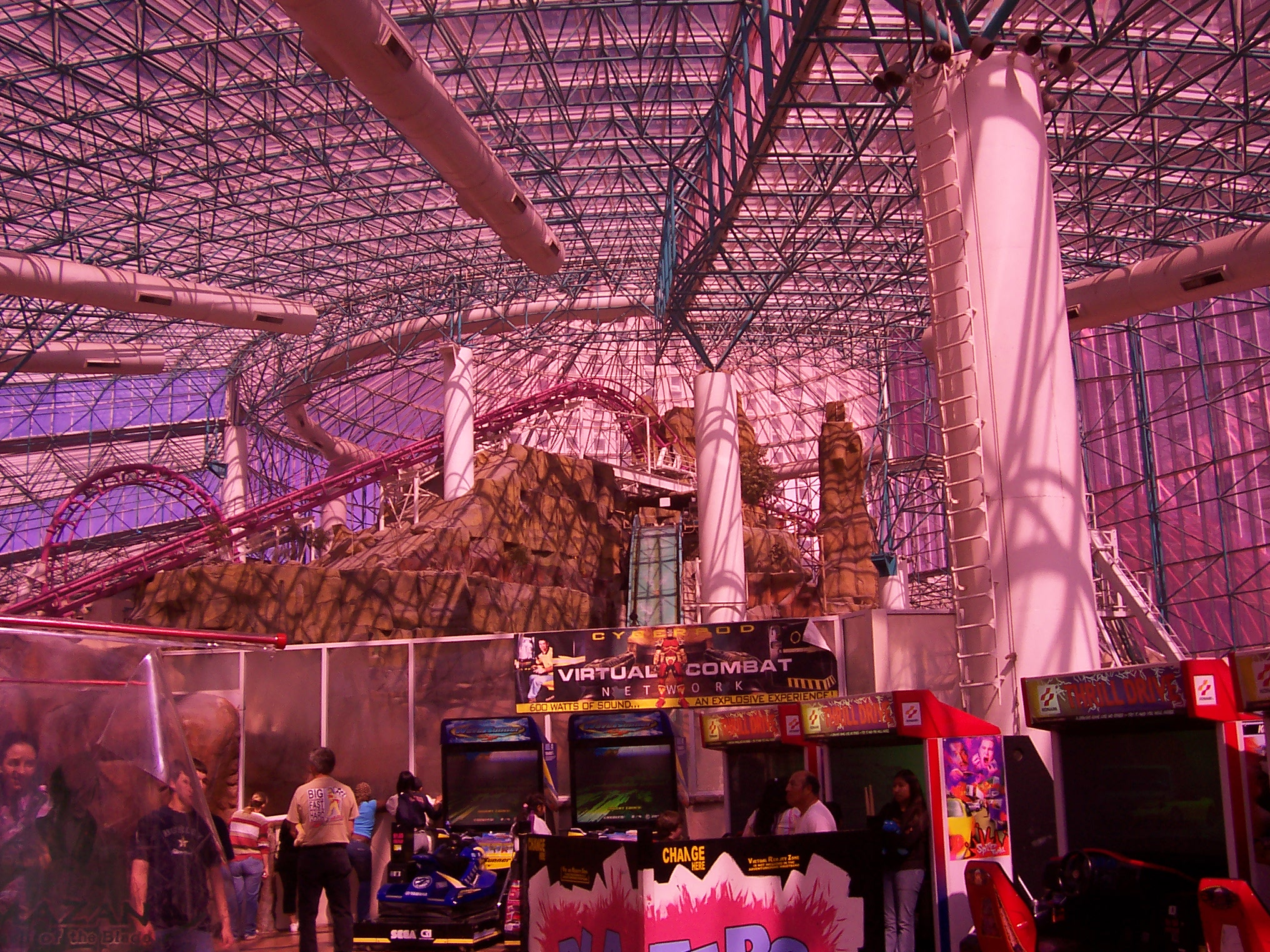
Des jeux d'arcade et le Canyon Blaster en arrière-plan.
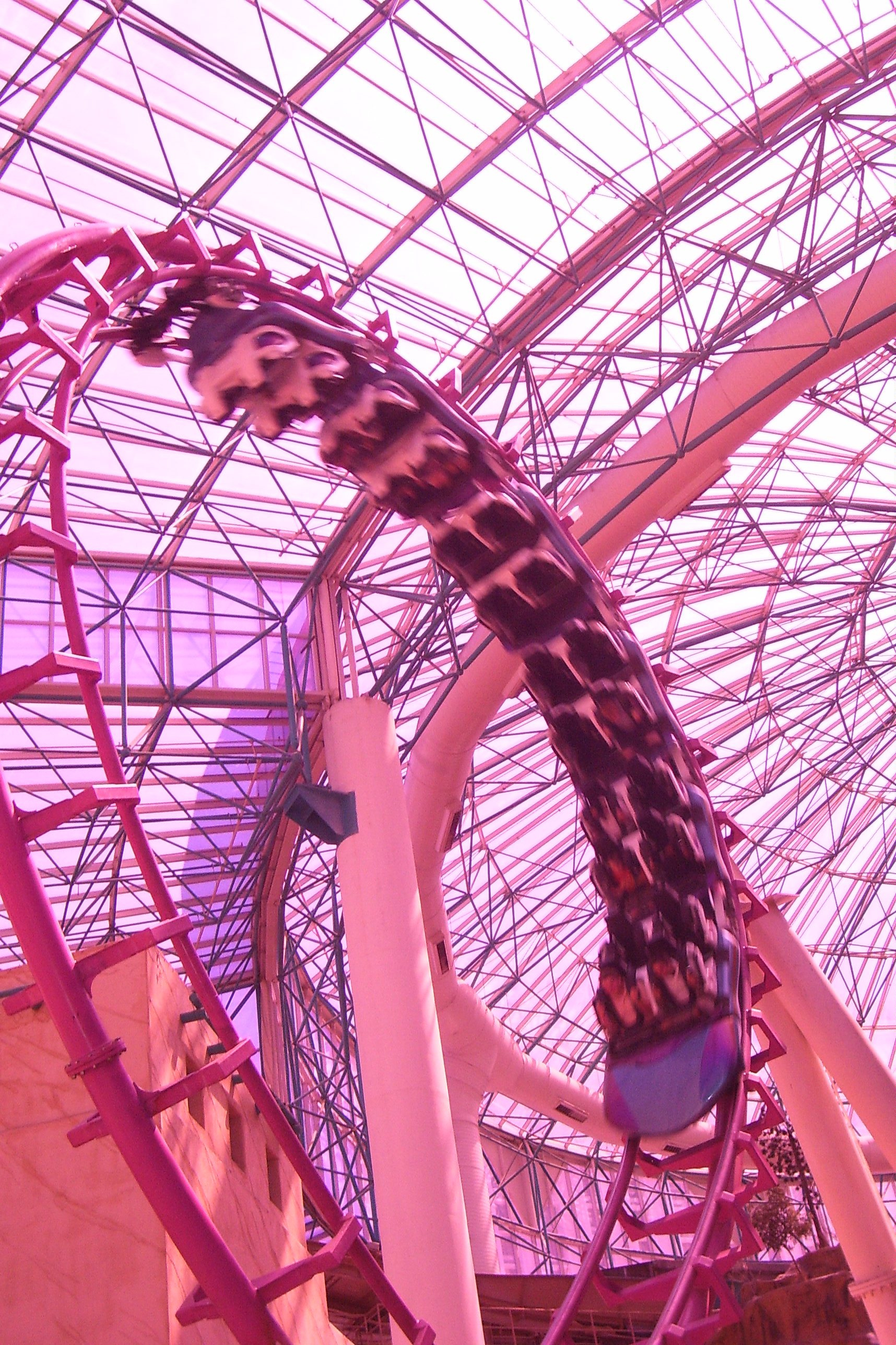
Un des deux loopings du Canyon Blaster.
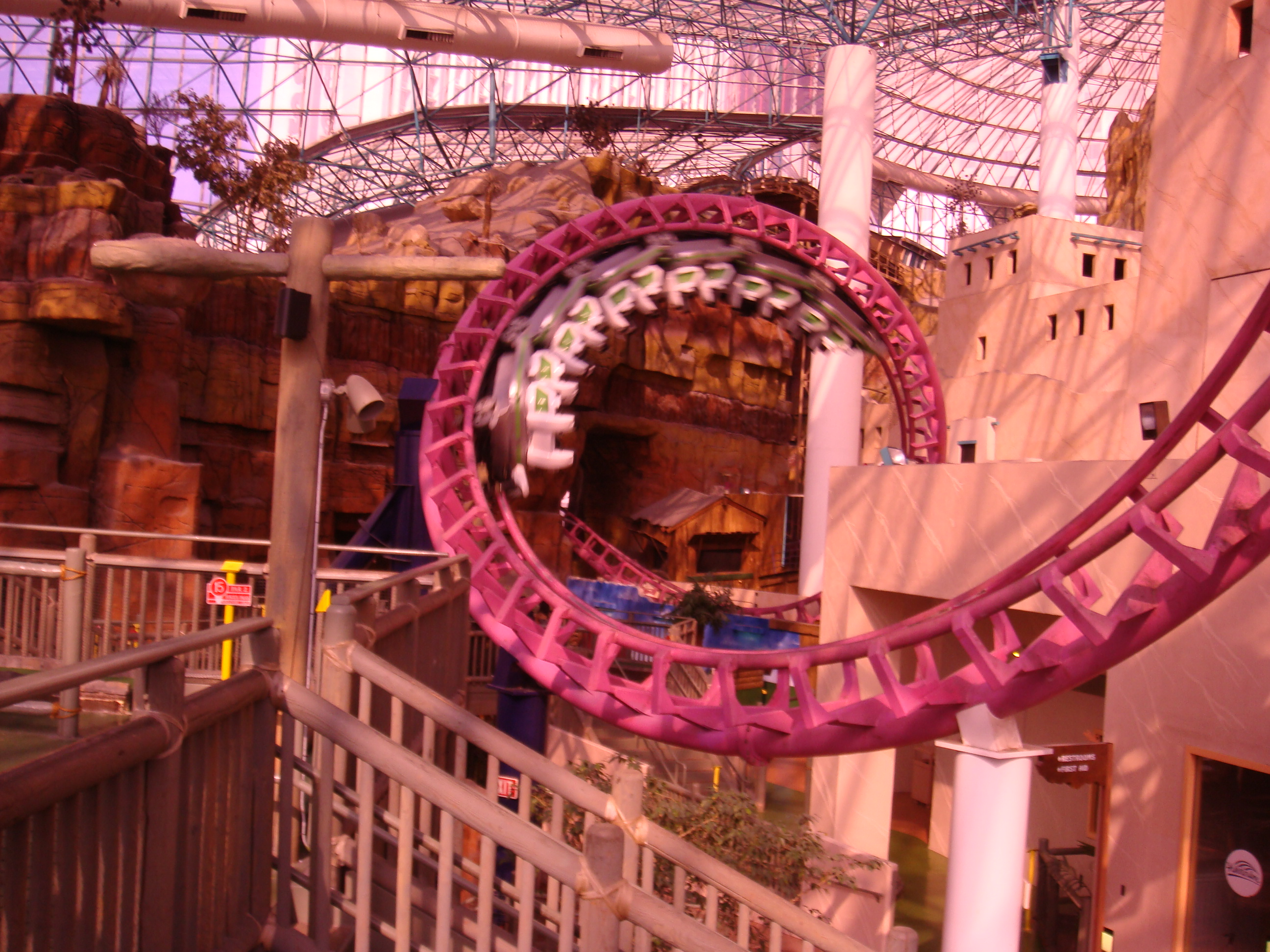
Le double tire-bouchon du Canyon Blaster.